# بیابان اوباری
بیابان اوباری (عربی: أدهان أوباری) ریگزاری است به شدت خشک در منطقه فزان در جنوب غرب لیبی. مساحت این بیابان حدود ۵۸ هزار کیلومتر مربع است. ساکنان بیابان اوباری را به‌طور سنتی مردم قوم طوارق تشکیل داده‌اند.
نام این بیابان از شهر اوباری گرفته شده که یک واحه بربرزبان و مرکز استان وادی الحیاه است. بیابان اوباری همانند بیابان مرزق که در جنوب آن واقع شده بخشی از صحرای بزرگ آفریقا به‌شمار می‌آیند.
دریاچه‌های ماندورا در واحه قبر عون در بخش شرقی بیابان اوباری قرار دارند.
میدان نفتی الفیل و واحد استخراج آن در این بیابان قرار دارد. در سال ۲۰۱۳ میلادی این میدان نفتی شاهد یک رشته اعتراضات بود.